# Suimanga de Neergaard
El suimanga de Neergaard (Cinnyris neergaardi) és un ocell de la família dels nectarínids (Nectariniidae).

## Hàbitat i distribució
Habita els boscos del sud-est de Moçambic i l'extrem oriental de Sud-àfrica.